# Fumitaka Morishita
Fumitaka Morishita (jap. 森下 史崇 Morishita Fumitaka; ur. 5 marca 1992) - japoński zapaśnik walczący w stylu wolnym. Zajął piąte miejsce na igrzyskach azjatyckich w 2014. Brązowy medalista mistrzostw Azji w 2014 i 2015 roku. Trzeci w Pucharze Świata w 2013 i ósmy w 2014. Trzeci na uniwersjadzie w 2013, jako zawodnik Nippon Sport Science University w Kanagawa. Akademicki mistrz świata w 2014. Brązowy medal na MŚ juniorów w 2012 roku.